# Batopilas (kommun)
Batopilas är en kommun i Mexiko.   Den ligger i delstaten Chihuahua, i den nordvästra delen av landet, 1 200 km nordväst om huvudstaden Mexico City.
Följande samhällen finns i Batopilas:
- Batopilas
- Polanco
- Aboreachi
- Coyachique
- El Realito de los Guerra
- San José de Valenzuela
- Santa Rita
- El Almagre
- Boca de Arroyo